# Hersheypark Stadium
Hersheypark Stadium – stadion w amerykańskim mieście Hershey w Pensylwanii, położony w parku Hersheypark.
Odbywają się na nim wydarzenia sportowe oraz koncerty, a także inne przedsięwzięcia, np. urodzinowa gala Prezydenta Dwighta D. Eisenhowera. Hersheypark Stadium był również jednym z przystanków George’a W. Busha podczas jego kampanii prezydenckiej w 2004 roku.
Wśród artystów, którzy wystąpili na stadionie są m.in.: Dave Matthews Band, Britney Spears, *NSYNC, Counting Crows, Maroon 5, Sara Bareilles, Demi Lovato, Nickelback, Rush, Destiny’s Child, Coldplay, Guns N’ Roses, U2, Bon Jovi, Bruce Springsteen & the E Street Band i Billy Joel. W 1991 roku odbył się tu koncert grup Slayer, Megadeth, Anthrax oraz Alice in Chains, w ramach trasy Clash of the Titans